# Zoey's Extraordinary Playlist
Zoey's Extraordinary Playlist é uma série de televisão de comédia dramática e musical norte-americana criada por Austin Winsberg que estreou em 7 de janeiro de 2020 na NBC. A série é estrelada por Jane Levy como Zoey Clarke, uma programadora de computador que descobre que tem a capacidade de ouvir os pensamentos mais íntimos das pessoas como canções. Cada episódio apresenta vários números musicais e dança que desenvolvem o enredo.
A série também conta com Skylar Astin, Alex Newell, John Clarence Stewart, Peter Gallagher, Mary Steenburgen, Lauren Graham, Kapil Talwalkar, Andrew Leeds, Alice Lee e Michael Thomas Grant no elenco.
Em junho de 2020, a série foi renovada para uma segunda temporada que foi lançada em 5 de janeiro de 2021.
Em 9 de junho de 2021, a emissora NBC anunciou oficialmente o cancelamento da série, porém há planos de tentar vendê-la para outras plataformas e redes de TV.

## Elenco

### Principal
- Jane Levy como Zoey Clarke
- Skylar Astin as Max,[6]
- Alex Newell as Mo[7]
- John Clarence Stewart como Simon,[6]
- Peter Gallagher como Mitch Clarke (1ª temporada)[8]
- Mary Steenburgen como Maggie Clarke
- Lauren Graham como Joan
- Kapil Talwalkar como Tobin (2ª temporada;[9] recorrente 1ª temporada)
- Andrew Leeds como David Clarke (2ª temporada;[9] recorrente 1ª temporada)
- Alice Lee como Emily Kang (2ª temporada;[9] recorrente 1ª temporada)
- Michael Thomas Grant como Leif (2ª temporada;[9] recorrente 1ª temporada)

### Recorrente
- Stephanie Styles como Autumn
- India de Beaufort como Jessica
- Patrick Ortiz como Eddie
- Zak Orth como Howie
- Hiro Kanagawa como Dr. Hamara
- Harvey Guillén como George (2ª temporada)
- Jee Young Han como Jenny Kang (2ª temporada)
- Felix Mallard como Aiden (2ª temporada)

### Participação
- Justin Kirk como Charlie
- Renée Elise Goldsberry como Ava Price
- Sandra Mae Frank como Abigail[10]
- Bernadette Peters como Deb

## Episódios
| Temporada | Temporada | Episódios | Episódios | Originalmente exibido | Originalmente exibido |
| Temporada | Temporada | Episódios | Episódios | Estreia da temporada  | Final da temporada    |
| --------- | --------- | --------- | --------- | --------------------- | --------------------- |
|           | 1         | 12        | 12        | 7 de janeiro de 2020  | 3 de maio de 2020     |
|           | 2         | 13        | 13        | 5 de janeiro de 2021  | 16 de maio de 2021    |